# Coupe Davis 1980
Pour un article plus général, voir Coupe Davis.
Navigation
Édition précédente Édition suivante
La Coupe Davis 1980 est la 69e édition de ce tournoi de tennis professionnel masculin par nations. Les rencontres se déroulent d'août 1979 au 7 décembre 1980 dans différents lieux.
La Tchécoslovaquie remporte son 1er saladier d'argent grâce à sa victoire en finale face à l'Italie (finaliste sortante) par quatre victoires à une. C'est la 8e nation à remporter la Coupe Davis.

## Contexte
Les nations ayant atteint les finales de leur zone continentale (soit les quarts de finale mondiaux) lors de l'édition précédente sont directement qualifiées pour leur demi-finale continentale (soit les huitièmes de finale mondiaux) :
- Australie et  Nouvelle-Zélande dans la "Zone Est",
- États-Unis et  Argentine dans la "Zone Amériques",
- Italie et  Grande-Bretagne dans la "Zone Europe A",
- Tchécoslovaquie et  Suède dans la "Zone Europe B".

Les autres nations ont dû jouer une ou plusieurs rencontres afin d'atteindre le top 16 mondial.
Le tournoi se déroule au préalable dans les tours préliminaires des zones continentales. Un total de 52 nations participent à la compétition :
- 12 dans la "Zone Amérique",
- 10 dans la "Zone Est" (incluant l'Asie et l'Océanie),
- 30 dans la "Zone Europe" (incluant l'Afrique).

## Déroulement du tournoi
La Coupe Davis 1980 est remportée par l'équipe de Tchécoslovaquie. Pour la seule fois de sa carrière, le futur numéro 1 mondial Ivan Lendl gagne le trophée. Âgé de vingt ans, il est l'artisan de ce parcours victorieux avec dix victoires en dix matchs. Tomáš Šmíd, Pavel Složil et Jan Kodeš ont participé à l'aventure avec lui. Cette victoire sera plus tard attribuée à la République Tchèque car tous les joueurs étaient tchèques et non-slovaques. Ils ont réussi leur plus grand exploit en demi-finale en s'imposant en Argentine sur la terre battue de Buenos-Aires face à des "Gauchos" qui semblaient très forts avec Guillermo Vilas et Jose Luis Clerc. Lendl bat Vilas en trois sets le premier jour et Clerc en quatre sets le dernier jour. Entre-temps, il avait battu les deux réunis en compagnie de Tomas Smid.
La finale oppose les Tchécoslovaques à l'Italie de Adriano Panatta à Prague. Les locaux s'imposent 4 à 1 après avoir mené 3-0 le samedi soir mais les Italiens défendent chèrement leur peau. Smid bat Panatta en cinq manches le premier jour ; idem pour le double Lendl-Smid face à Panatta-Bortolucci.
En quart de finale, les Argentins battent les États-Unis, favoris traditionnel de la compétition. Jose Luis Clerc inflige à John McEnroe sa première défaite dans l'épreuve à l'issue d'un match interminable en quatre manches seulement (6-3 ; 6-2 ; 4-6 ; 13-11) après plus de cinq heures de jeu sur deux jours, le tennis sur terre battue générait alors des échanges très longs.

## Résultats

### Tableau du top 16 mondial
Les nations ayant atteint de le top 16 mondial sont qualifiées pour le groupe mondial 1981.
|  | Huitièmes de finale Plusieurs dates                                             | Huitièmes de finale Plusieurs dates                                             |                 |   | Quarts de finale Plusieurs dates                                         | Quarts de finale Plusieurs dates                                         |  |  | Demi-finales 19 - 21 septembre                         | Demi-finales 19 - 21 septembre                         |  |  | Finale 5 - 7 décembre                              | Finale 5 - 7 décembre                              |
|  | Huitièmes de finale Plusieurs dates                                             | Huitièmes de finale Plusieurs dates                                             |                 |   | Quarts de finale Plusieurs dates                                         | Quarts de finale Plusieurs dates                                         |  |  | Demi-finales 19 - 21 septembre                         | Demi-finales 19 - 21 septembre                         |  |  | Finale 5 - 7 décembre                              | Finale 5 - 7 décembre                              |
|  |                                                                                 |                                                                                 |                 |   |                                                                          |                                                                          |  |  |                                                        |                                                        |  |  |                                                    |                                                    |
|  | Demi-finale Europe B (13 - 15 juin) Prague, Tchécoslovaquie (terre battue ext.) | Demi-finale Europe B (13 - 15 juin) Prague, Tchécoslovaquie (terre battue ext.) |                 |   | Finale Europe B (11 - 13 juillet) Bucarest, Roumanie (terre battue ext.) | Finale Europe B (11 - 13 juillet) Bucarest, Roumanie (terre battue ext.) |  |  | Inter-zone Buenos Aires, Argentine (terre battue ext.) | Inter-zone Buenos Aires, Argentine (terre battue ext.) |  |  | Inter-zone Prague, Tchécoslovaquie (moquette int.) | Inter-zone Prague, Tchécoslovaquie (moquette int.) |
|  | Demi-finale Europe B (13 - 15 juin) Prague, Tchécoslovaquie (terre battue ext.) | Demi-finale Europe B (13 - 15 juin) Prague, Tchécoslovaquie (terre battue ext.) |                 |   | Finale Europe B (11 - 13 juillet) Bucarest, Roumanie (terre battue ext.) | Finale Europe B (11 - 13 juillet) Bucarest, Roumanie (terre battue ext.) |  |  | Inter-zone Buenos Aires, Argentine (terre battue ext.) | Inter-zone Buenos Aires, Argentine (terre battue ext.) |  |  | Inter-zone Prague, Tchécoslovaquie (moquette int.) | Inter-zone Prague, Tchécoslovaquie (moquette int.) |
|  | Tchécoslovaquie                                                                 | 5                                                                               |                 |   | Finale Europe B (11 - 13 juillet) Bucarest, Roumanie (terre battue ext.) | Finale Europe B (11 - 13 juillet) Bucarest, Roumanie (terre battue ext.) |  |  | Inter-zone Buenos Aires, Argentine (terre battue ext.) | Inter-zone Buenos Aires, Argentine (terre battue ext.) |  |  | Inter-zone Prague, Tchécoslovaquie (moquette int.) | Inter-zone Prague, Tchécoslovaquie (moquette int.) |
|  | Tchécoslovaquie                                                                 | 5                                                                               |                 |   | Finale Europe B (11 - 13 juillet) Bucarest, Roumanie (terre battue ext.) | Finale Europe B (11 - 13 juillet) Bucarest, Roumanie (terre battue ext.) |  |  | Inter-zone Buenos Aires, Argentine (terre battue ext.) | Inter-zone Buenos Aires, Argentine (terre battue ext.) |  |  | Inter-zone Prague, Tchécoslovaquie (moquette int.) | Inter-zone Prague, Tchécoslovaquie (moquette int.) |
|  | France                                                                          | 0                                                                               |                 |   | Finale Europe B (11 - 13 juillet) Bucarest, Roumanie (terre battue ext.) | Finale Europe B (11 - 13 juillet) Bucarest, Roumanie (terre battue ext.) |  |  | Inter-zone Buenos Aires, Argentine (terre battue ext.) | Inter-zone Buenos Aires, Argentine (terre battue ext.) |  |  | Inter-zone Prague, Tchécoslovaquie (moquette int.) | Inter-zone Prague, Tchécoslovaquie (moquette int.) |
|  | France                                                                          | 0                                                                               | Tchécoslovaquie | 4 |                                                                          |                                                                          |  |  | Inter-zone Buenos Aires, Argentine (terre battue ext.) | Inter-zone Buenos Aires, Argentine (terre battue ext.) |  |  | Inter-zone Prague, Tchécoslovaquie (moquette int.) | Inter-zone Prague, Tchécoslovaquie (moquette int.) |
|  | Demi-finale Europe B (13 - 16 juin) Bristol, Grande-Bretagne (gazon ext.)       |                                                                                 | Tchécoslovaquie | 4 |                                                                          |                                                                          |  |  | Inter-zone Buenos Aires, Argentine (terre battue ext.) | Inter-zone Buenos Aires, Argentine (terre battue ext.) |  |  | Inter-zone Prague, Tchécoslovaquie (moquette int.) | Inter-zone Prague, Tchécoslovaquie (moquette int.) |
|  |                                                                                 | Roumanie                                                                        | 1               |   |                                                                          |                                                                          |  |  | Inter-zone Buenos Aires, Argentine (terre battue ext.) | Inter-zone Buenos Aires, Argentine (terre battue ext.) |  |  | Inter-zone Prague, Tchécoslovaquie (moquette int.) | Inter-zone Prague, Tchécoslovaquie (moquette int.) |
|  | Roumanie                                                                        | Roumanie                                                                        | 1               | 3 |                                                                          |                                                                          |  |  | Inter-zone Buenos Aires, Argentine (terre battue ext.) | Inter-zone Buenos Aires, Argentine (terre battue ext.) |  |  | Inter-zone Prague, Tchécoslovaquie (moquette int.) | Inter-zone Prague, Tchécoslovaquie (moquette int.) |
|  | Roumanie                                                                        | Finale Amériques (7 - 9 mars) Buenos Aires, Argentine (terre battue ext.)       |                 | 3 |                                                                          |                                                                          |  |  | Inter-zone Buenos Aires, Argentine (terre battue ext.) | Inter-zone Buenos Aires, Argentine (terre battue ext.) |  |  | Inter-zone Prague, Tchécoslovaquie (moquette int.) | Inter-zone Prague, Tchécoslovaquie (moquette int.) |
|  | Grande-Bretagne                                                                 | 2                                                                               |                 |   |                                                                          |                                                                          |  |  | Inter-zone Buenos Aires, Argentine (terre battue ext.) | Inter-zone Buenos Aires, Argentine (terre battue ext.) |  |  | Inter-zone Prague, Tchécoslovaquie (moquette int.) | Inter-zone Prague, Tchécoslovaquie (moquette int.) |
|  | Grande-Bretagne                                                                 | 2                                                                               | Tchécoslovaquie | 3 |                                                                          |                                                                          |  |  |                                                        |                                                        |  |  | Inter-zone Prague, Tchécoslovaquie (moquette int.) | Inter-zone Prague, Tchécoslovaquie (moquette int.) |
|  | Finale Amérique du Sud (1er - 3 février) São Paulo, Brésil (moquette int.)      |                                                                                 | Tchécoslovaquie | 3 |                                                                          |                                                                          |  |  |                                                        |                                                        |  |  | Inter-zone Prague, Tchécoslovaquie (moquette int.) | Inter-zone Prague, Tchécoslovaquie (moquette int.) |
|  |                                                                                 | Argentine                                                                       | 2               |   |                                                                          |                                                                          |  |  |                                                        |                                                        |  |  | Inter-zone Prague, Tchécoslovaquie (moquette int.) | Inter-zone Prague, Tchécoslovaquie (moquette int.) |
|  | Argentine                                                                       | Argentine                                                                       | 2               | 4 |                                                                          |                                                                          |  |  |                                                        |                                                        |  |  | Inter-zone Prague, Tchécoslovaquie (moquette int.) | Inter-zone Prague, Tchécoslovaquie (moquette int.) |
|  | Argentine                                                                       | Inter-zone Rome, Italie (terre battue ext.)                                     |                 | 4 |                                                                          |                                                                          |  |  |                                                        |                                                        |  |  | Inter-zone Prague, Tchécoslovaquie (moquette int.) | Inter-zone Prague, Tchécoslovaquie (moquette int.) |
|  | Brésil                                                                          | 1                                                                               |                 |   |                                                                          |                                                                          |  |  |                                                        |                                                        |  |  | Inter-zone Prague, Tchécoslovaquie (moquette int.) | Inter-zone Prague, Tchécoslovaquie (moquette int.) |
|  | Brésil                                                                          | 1                                                                               | Argentine       | 4 |                                                                          |                                                                          |  |  |                                                        |                                                        |  |  | Inter-zone Prague, Tchécoslovaquie (moquette int.) | Inter-zone Prague, Tchécoslovaquie (moquette int.) |
|  | Finale Am. Nord et Centre (22 - 24 février) Mexico, Mexique (terre battue ext.) |                                                                                 | Argentine       | 4 |                                                                          |                                                                          |  |  |                                                        |                                                        |  |  | Inter-zone Prague, Tchécoslovaquie (moquette int.) | Inter-zone Prague, Tchécoslovaquie (moquette int.) |
|  |                                                                                 | États-Unis                                                                      | 1               |   |                                                                          |                                                                          |  |  |                                                        |                                                        |  |  | Inter-zone Prague, Tchécoslovaquie (moquette int.) | Inter-zone Prague, Tchécoslovaquie (moquette int.) |
|  | États-Unis                                                                      | États-Unis                                                                      | 1               | 3 |                                                                          |                                                                          |  |  |                                                        |                                                        |  |  | Inter-zone Prague, Tchécoslovaquie (moquette int.) | Inter-zone Prague, Tchécoslovaquie (moquette int.) |
|  | États-Unis                                                                      | Finale Europe A (11 - 13 juillet) Rome, Italie (terre battue ext.)              |                 | 3 |                                                                          |                                                                          |  |  |                                                        |                                                        |  |  | Inter-zone Prague, Tchécoslovaquie (moquette int.) | Inter-zone Prague, Tchécoslovaquie (moquette int.) |
|  | Mexique                                                                         | 2                                                                               |                 |   |                                                                          |                                                                          |  |  |                                                        |                                                        |  |  | Inter-zone Prague, Tchécoslovaquie (moquette int.) | Inter-zone Prague, Tchécoslovaquie (moquette int.) |
|  | Mexique                                                                         | 2                                                                               | Tchécoslovaquie | 4 |                                                                          |                                                                          |  |  |                                                        |                                                        |  |  |                                                    |                                                    |
|  | Demi-finale Europe A (13 - 15 juin) Turin, Italie (terre battue ext.)           |                                                                                 | Tchécoslovaquie | 4 |                                                                          |                                                                          |  |  |                                                        |                                                        |  |  |                                                    |                                                    |
|  |                                                                                 | Italie                                                                          | 1               |   |                                                                          |                                                                          |  |  |                                                        |                                                        |  |  |                                                    |                                                    |
|  | Italie                                                                          | Italie                                                                          | 1               | 5 |                                                                          |                                                                          |  |  |                                                        |                                                        |  |  |                                                    |                                                    |
|  | Italie                                                                          |                                                                                 |                 | 5 |                                                                          |                                                                          |  |  |                                                        |                                                        |  |  |                                                    |                                                    |
|  | Suisse                                                                          | 0                                                                               |                 |   |                                                                          |                                                                          |  |  |                                                        |                                                        |  |  |                                                    |                                                    |
|  | Suisse                                                                          | 0                                                                               | Italie          | 4 |                                                                          |                                                                          |  |  |                                                        |                                                        |  |  |                                                    |                                                    |
|  | Demi-finale Europe A (10 - 13 juin) Båstad, Suède (terre battue ext.)           |                                                                                 | Italie          | 4 |                                                                          |                                                                          |  |  |                                                        |                                                        |  |  |                                                    |                                                    |
|  |                                                                                 | Suède                                                                           | 1               |   |                                                                          |                                                                          |  |  |                                                        |                                                        |  |  |                                                    |                                                    |
|  | Suède                                                                           | Suède                                                                           | 1               | 4 |                                                                          |                                                                          |  |  |                                                        |                                                        |  |  |                                                    |                                                    |
|  | Suède                                                                           | Finale Est (7 - 9 mars) Brisbane, Australie (gazon ext.)                        |                 | 4 |                                                                          |                                                                          |  |  |                                                        |                                                        |  |  |                                                    |                                                    |
|  | Allemagne de l'Ouest                                                            | 1                                                                               |                 |   |                                                                          |                                                                          |  |  |                                                        |                                                        |  |  |                                                    |                                                    |
|  | Allemagne de l'Ouest                                                            | 1                                                                               | Italie          | 3 |                                                                          |                                                                          |  |  |                                                        |                                                        |  |  |                                                    |                                                    |
|  | Demi-finale Est (8 - 10 février) Hobart, Australie (moquette int.)              |                                                                                 | Italie          | 3 |                                                                          |                                                                          |  |  |                                                        |                                                        |  |  |                                                    |                                                    |
|  |                                                                                 | Australie                                                                       | 2               |   |                                                                          |                                                                          |  |  |                                                        |                                                        |  |  |                                                    |                                                    |
|  | Australie                                                                       | Australie                                                                       | 2               | 5 |                                                                          |                                                                          |  |  |                                                        |                                                        |  |  |                                                    |                                                    |
|  | Australie                                                                       |                                                                                 |                 | 5 |                                                                          |                                                                          |  |  |                                                        |                                                        |  |  |                                                    |                                                    |
|  | Japon                                                                           | 0                                                                               |                 |   |                                                                          |                                                                          |  |  |                                                        |                                                        |  |  |                                                    |                                                    |
|  | Japon                                                                           | 0                                                                               | Australie       | 3 |                                                                          |                                                                          |  |  |                                                        |                                                        |  |  |                                                    |                                                    |
|  | Demi-finale Est (8 - 10 février) Christchurch, Nouvelle-Zélande (gazon ext.)    |                                                                                 | Australie       | 3 |                                                                          |                                                                          |  |  |                                                        |                                                        |  |  |                                                    |                                                    |
|  |                                                                                 | Nouvelle-Zélande                                                                | 1               |   |                                                                          |                                                                          |  |  |                                                        |                                                        |  |  |                                                    |                                                    |
|  | Nouvelle-Zélande                                                                | Nouvelle-Zélande                                                                | 1               | 5 |                                                                          |                                                                          |  |  |                                                        |                                                        |  |  |                                                    |                                                    |
|  | Nouvelle-Zélande                                                                |                                                                                 |                 | 5 |                                                                          |                                                                          |  |  |                                                        |                                                        |  |  |                                                    |                                                    |
|  | Corée du Sud                                                                    | 0                                                                               |                 |   |                                                                          |                                                                          |  |  |                                                        |                                                        |  |  |                                                    |                                                    |
|  | Corée du Sud                                                                    | 0                                                                               |                 |   |                                                                          |                                                                          |  |  |                                                        |                                                        |  |  |                                                    |                                                    |

### Matchs détaillés

#### Huitièmes de finale
Les "huitièmes de finale mondiaux" correspondent aux demi-finales des zones continentales.
Europe B
| | Tchécoslovaquie | 5                               | - | 0 | France |   |  |
| --- | --------------- | ------------------------------- | - | - | ------ | - |  |
| Doproavni Podniky T.C., Prague, Tchécoslovaquie |                 |                                 |   |   |        |   |  |
| du 13 au 15 juin 1980 sur terre battue (ext.) |                 |                                 |   |   |        |   |  |
| \| 1 \| \| Tomáš Šmíd \| 6 \| 6 \| 3 \| 6 \| \| \| 1 \| \| Christophe Roger-Vasselin \| 2 \| 3 \| 6 \| 1 \| \| \| 2 \| \| Ivan Lendl \| 6 \| 8 \| 6 \| \| \| \| 2 \| \| Pascal Portes \| 4 \| 6 \| 4 \| \| \| \| 3 \| \| Pavel Složil - Tomáš Šmíd \| 6 \| 7 \| 6 \| \| \| \| 3 \| \| Dominique Bedel - Pascal Portes \| 3 \| 5 \| 3 \| \| \| \| \| \| \| \| \| \| \| \| \| 4 \| \| Ivan Lendl \| 4 \| 7 \| 6 \| \| \| \| 4 \| \| Christophe Roger-Vasselin \| 6 \| 5 \| 4 \| \| \| \| \| \| \| \| \| \| \| \| \| 5 \| \| Tomáš Šmíd \| 6 \| 3 \| 6 \| \| \| \| 5 \| \| Pascal Portes \| 4 \| 6 \| 2 \| \| \| \| \| \| \| \| \| \| \| \| |                 |                                 |   |   |        |   |  |
| 1 |                 | Tomáš Šmíd                      | 6 | 6 | 3      | 6 |  |
| 1 |                 | Christophe Roger-Vasselin       | 2 | 3 | 6      | 1 |  |
| 2 |                 | Ivan Lendl                      | 6 | 8 | 6      |   |  |
| 2 |                 | Pascal Portes                   | 4 | 6 | 4      |   |  |
| 3 |                 | Pavel Složil - Tomáš Šmíd       | 6 | 7 | 6      |   |  |
| 3 |                 | Dominique Bedel - Pascal Portes | 3 | 5 | 3      |   |  |
| |                 |                                 |   |   |        |   |  |
| 4 |                 | Ivan Lendl                      | 4 | 7 | 6      |   |  |
| 4 |                 | Christophe Roger-Vasselin       | 6 | 5 | 4      |   |  |
| |                 |                                 |   |   |        |   |  |
| 5 |                 | Tomáš Šmíd                      | 6 | 3 | 6      |   |  |
| 5 |                 | Pascal Portes                   | 4 | 6 | 2      |   |  |
| |                 |                                 |   |   |        |   |  |

| 1 |  | Tomáš Šmíd                      | 6 | 6 | 3 | 6 |  |
| 1 |  | Christophe Roger-Vasselin       | 2 | 3 | 6 | 1 |  |
| 2 |  | Ivan Lendl                      | 6 | 8 | 6 |   |  |
| 2 |  | Pascal Portes                   | 4 | 6 | 4 |   |  |
| 3 |  | Pavel Složil - Tomáš Šmíd       | 6 | 7 | 6 |   |  |
| 3 |  | Dominique Bedel - Pascal Portes | 3 | 5 | 3 |   |  |
|   |  |                                 |   |   |   |   |  |
| 4 |  | Ivan Lendl                      | 4 | 7 | 6 |   |  |
| 4 |  | Christophe Roger-Vasselin       | 6 | 5 | 4 |   |  |
|   |  |                                 |   |   |   |   |  |
| 5 |  | Tomáš Šmíd                      | 6 | 3 | 6 |   |  |
| 5 |  | Pascal Portes                   | 4 | 6 | 2 |   |  |
|   |  |                                 |   |   |   |   |  |

| | Grande-Bretagne | 2                           | - | 3 | Roumanie |   |   |
| --- | --------------- | --------------------------- | - | - | -------- | - | - |
| Bristol Lawn T.C., Bristol, Grande-Bretagne |                 |                             |   |   |          |   |   |
| du 13 au 16 juin 1980 sur gazon (ext.) |                 |                             |   |   |          |   |   |
| \| 1 \| \| John Feaver \| 6 \| 6 \| 3 \| 6 \| 4 \| \| 1 \| \| Andrei Dîrzu \| 1 \| 4 \| 6 \| 8 \| 6 \| \| 2 \| \| Buster Mottram \| 3 \| 2 \| 4 \| \| \| \| 2 \| \| Ilie Năstase \| 6 \| 6 \| 6 \| \| \| \| 3 \| \| David Lloyd - John Lloyd \| 4 \| 7 \| 6 \| 6 \| \| \| 3 \| \| Andrei Dîrzu - Ilie Năstase \| 6 \| 5 \| 4 \| 2 \| \| \| \| \| \| \| \| \| \| \| \| 4 \| \| Buster Mottram \| 7 \| 6 \| 6 \| \| \| \| 4 \| \| Andrei Dîrzu \| 5 \| 2 \| 2 \| \| \| \| \| \| \| \| \| \| \| \| \| 5 \| \| John Feaver \| 5 \| 6 \| 6 \| 6 \| 4 \| \| 5 \| \| Ilie Năstase \| 7 \| 8 \| 2 \| 2 \| 6 \| \| \| \| \| \| \| \| \| \| |                 |                             |   |   |          |   |   |
| 1 |                 | John Feaver                 | 6 | 6 | 3        | 6 | 4 |
| 1 |                 | Andrei Dîrzu                | 1 | 4 | 6        | 8 | 6 |
| 2 |                 | Buster Mottram              | 3 | 2 | 4        |   |   |
| 2 |                 | Ilie Năstase                | 6 | 6 | 6        |   |   |
| 3 |                 | David Lloyd - John Lloyd    | 4 | 7 | 6        | 6 |   |
| 3 |                 | Andrei Dîrzu - Ilie Năstase | 6 | 5 | 4        | 2 |   |
| |                 |                             |   |   |          |   |   |
| 4 |                 | Buster Mottram              | 7 | 6 | 6        |   |   |
| 4 |                 | Andrei Dîrzu                | 5 | 2 | 2        |   |   |
| |                 |                             |   |   |          |   |   |
| 5 |                 | John Feaver                 | 5 | 6 | 6        | 6 | 4 |
| 5 |                 | Ilie Năstase                | 7 | 8 | 2        | 2 | 6 |
| |                 |                             |   |   |          |   |   |

| 1 |  | John Feaver                 | 6 | 6 | 3 | 6 | 4 |
| 1 |  | Andrei Dîrzu                | 1 | 4 | 6 | 8 | 6 |
| 2 |  | Buster Mottram              | 3 | 2 | 4 |   |   |
| 2 |  | Ilie Năstase                | 6 | 6 | 6 |   |   |
| 3 |  | David Lloyd - John Lloyd    | 4 | 7 | 6 | 6 |   |
| 3 |  | Andrei Dîrzu - Ilie Năstase | 6 | 5 | 4 | 2 |   |
|   |  |                             |   |   |   |   |   |
| 4 |  | Buster Mottram              | 7 | 6 | 6 |   |   |
| 4 |  | Andrei Dîrzu                | 5 | 2 | 2 |   |   |
|   |  |                             |   |   |   |   |   |
| 5 |  | John Feaver                 | 5 | 6 | 6 | 6 | 4 |
| 5 |  | Ilie Năstase                | 7 | 8 | 2 | 2 | 6 |
|   |  |                             |   |   |   |   |   |

Amériques
| | Brésil | 1                                 | - | 4 | Argentine |   |   |
| --- | ------ | --------------------------------- | - | - | --------- | - | - |
| Clube Sirio, São Paulo, Brésil |        |                                   |   |   |           |   |   |
| du 1er au 3 février 1980 sur moquette (int.) |        |                                   |   |   |           |   |   |
| \| 1 \| \| Thomaz Koch \| 3 \| 6 \| 6 \| 2 \| 1 \| \| 1 \| \| Guillermo Vilas \| 6 \| 4 \| 4 \| 6 \| 6 \| \| 2 \| \| Carlos Kirmayr \| 6 \| 6 \| 6 \| 3 \| 5 \| \| 2 \| \| José Luis Clerc \| 4 \| 2 \| 8 \| 6 \| 7 \| \| 3 \| \| Carlos Kirmayr - Thomaz Koch \| 6 \| 7 \| 12 \| 6 \| \| \| 3 \| \| José Luis Clerc - Guillermo Vilas \| 2 \| 9 \| 10 \| 3 \| \| \| \| \| \| \| \| \| \| \| \| 4 \| \| Carlos Kirmayr \| 6 \| 3 \| 8 \| 3 \| 3 \| \| 4 \| \| Guillermo Vilas \| 2 \| 6 \| 6 \| 6 \| 6 \| \| \| \| \| \| \| \| \| \| \| 5 \| \| Thomaz Koch \| 2 \| 0 \| \| \| \| \| 5 \| \| José Luis Clerc \| 6 \| 6 \| \| \| \| \| \| \| \| \| \| \| \| \| |        |                                   |   |   |           |   |   |
| 1 |        | Thomaz Koch                       | 3 | 6 | 6         | 2 | 1 |
| 1 |        | Guillermo Vilas                   | 6 | 4 | 4         | 6 | 6 |
| 2 |        | Carlos Kirmayr                    | 6 | 6 | 6         | 3 | 5 |
| 2 |        | José Luis Clerc                   | 4 | 2 | 8         | 6 | 7 |
| 3 |        | Carlos Kirmayr - Thomaz Koch      | 6 | 7 | 12        | 6 |   |
| 3 |        | José Luis Clerc - Guillermo Vilas | 2 | 9 | 10        | 3 |   |
| |        |                                   |   |   |           |   |   |
| 4 |        | Carlos Kirmayr                    | 6 | 3 | 8         | 3 | 3 |
| 4 |        | Guillermo Vilas                   | 2 | 6 | 6         | 6 | 6 |
| |        |                                   |   |   |           |   |   |
| 5 |        | Thomaz Koch                       | 2 | 0 |           |   |   |
| 5 |        | José Luis Clerc                   | 6 | 6 |           |   |   |
| |        |                                   |   |   |           |   |   |

| 1 |  | Thomaz Koch                       | 3 | 6 | 6  | 2 | 1 |
| 1 |  | Guillermo Vilas                   | 6 | 4 | 4  | 6 | 6 |
| 2 |  | Carlos Kirmayr                    | 6 | 6 | 6  | 3 | 5 |
| 2 |  | José Luis Clerc                   | 4 | 2 | 8  | 6 | 7 |
| 3 |  | Carlos Kirmayr - Thomaz Koch      | 6 | 7 | 12 | 6 |   |
| 3 |  | José Luis Clerc - Guillermo Vilas | 2 | 9 | 10 | 3 |   |
|   |  |                                   |   |   |    |   |   |
| 4 |  | Carlos Kirmayr                    | 6 | 3 | 8  | 3 | 3 |
| 4 |  | Guillermo Vilas                   | 2 | 6 | 6  | 6 | 6 |
|   |  |                                   |   |   |    |   |   |
| 5 |  | Thomaz Koch                       | 2 | 0 |    |   |   |
| 5 |  | José Luis Clerc                   | 6 | 6 |    |   |   |
|   |  |                                   |   |   |    |   |   |

| | Mexique | 2                            | - | 3 | États-Unis |   |   |
| --- | ------- | ---------------------------- | - | - | ---------- | - | - |
| Stade Rafael Osuna, Mexico, Mexique |         |                              |   |   |            |   |   |
| du 22 au 24 février 1980 sur terre battue (ext.) |         |                              |   |   |            |   |   |
| \| 1 \| \| Raúl Ramírez \| 4 \| 4 \| 3 \| \| \| \| 1 \| \| John McEnroe \| 6 \| 6 \| 6 \| \| \| \| 2 \| \| Marcello Lara \| 1 \| 2 \| 7 \| 2 \| \| \| 2 \| \| Vitas Gerulaitis \| 6 \| 6 \| 5 \| 6 \| \| \| 3 \| \| Marcello Lara - Raúl Ramírez \| 3 \| 3 \| 12 \| 6 \| 2 \| \| 3 \| \| Peter Fleming - John McEnroe \| 6 \| 6 \| 10 \| 4 \| 6 \| \| \| \| \| \| \| \| \| \| \| 4 \| \| Raúl Ramírez \| 8 \| 6 \| \| \| \| \| 4 \| \| Vitas Gerulaitis \| 6 \| 4 \| \| \| \| \| \| \| \| \| \| \| \| \| \| 5 \| \| Javier Ordaz \| 7 \| 6 \| 6 \| \| \| \| 5 \| \| Scott Davis \| 9 \| 4 \| 4 \| \| \| \| \| \| \| \| \| \| \| \| |         |                              |   |   |            |   |   |
| 1 |         | Raúl Ramírez                 | 4 | 4 | 3          |   |   |
| 1 |         | John McEnroe                 | 6 | 6 | 6          |   |   |
| 2 |         | Marcello Lara                | 1 | 2 | 7          | 2 |   |
| 2 |         | Vitas Gerulaitis             | 6 | 6 | 5          | 6 |   |
| 3 |         | Marcello Lara - Raúl Ramírez | 3 | 3 | 12         | 6 | 2 |
| 3 |         | Peter Fleming - John McEnroe | 6 | 6 | 10         | 4 | 6 |
| |         |                              |   |   |            |   |   |
| 4 |         | Raúl Ramírez                 | 8 | 6 |            |   |   |
| 4 |         | Vitas Gerulaitis             | 6 | 4 |            |   |   |
| |         |                              |   |   |            |   |   |
| 5 |         | Javier Ordaz                 | 7 | 6 | 6          |   |   |
| 5 |         | Scott Davis                  | 9 | 4 | 4          |   |   |
| |         |                              |   |   |            |   |   |

| 1 |  | Raúl Ramírez                 | 4 | 4 | 3  |   |   |
| 1 |  | John McEnroe                 | 6 | 6 | 6  |   |   |
| 2 |  | Marcello Lara                | 1 | 2 | 7  | 2 |   |
| 2 |  | Vitas Gerulaitis             | 6 | 6 | 5  | 6 |   |
| 3 |  | Marcello Lara - Raúl Ramírez | 3 | 3 | 12 | 6 | 2 |
| 3 |  | Peter Fleming - John McEnroe | 6 | 6 | 10 | 4 | 6 |
|   |  |                              |   |   |    |   |   |
| 4 |  | Raúl Ramírez                 | 8 | 6 |    |   |   |
| 4 |  | Vitas Gerulaitis             | 6 | 4 |    |   |   |
|   |  |                              |   |   |    |   |   |
| 5 |  | Javier Ordaz                 | 7 | 6 | 6  |   |   |
| 5 |  | Scott Davis                  | 9 | 4 | 4  |   |   |
|   |  |                              |   |   |    |   |   |

Europe A
| | Italie | 5                           | - | 0  | Suisse |   |   |
| --- | ------ | --------------------------- | - | -- | ------ | - | - |
| Turin, Italie |        |                             |   |    |        |   |   |
| du 13 au 15 juin 1980 sur terre battue (ext.) |        |                             |   |    |        |   |   |
| \| 1 \| \| Corrado Barazzutti \| 6 \| 6 \| 6 \| \| \| \| 1 \| \| Heinz Günthardt \| 4 \| 1 \| 4 \| \| \| \| 2 \| \| Adriano Panatta \| 6 \| 10 \| 6 \| \| \| \| 2 \| \| Roland Stadler \| 4 \| 8 \| 1 \| \| \| \| 3 \| \| P. Bertolucci - A. Panatta \| 7 \| 10 \| 1 \| 6 \| 6 \| \| 3 \| \| H. Günthardt - M. Günthardt \| 9 \| 8 \| 6 \| 4 \| 2 \| \| \| \| \| \| \| \| \| \| \| 4 \| \| Corrado Barazzutti \| 6 \| 6 \| \| \| \| \| 4 \| \| Roland Stadler \| 3 \| 4 \| \| \| \| \| \| \| \| \| \| \| \| \| \| 5 \| \| Gianni Ocleppo \| 6 \| 6 \| \| \| \| \| 5 \| \| Ivan DuPasquier \| 0 \| 3 \| \| \| \| \| \| \| \| \| \| \| \| \| |        |                             |   |    |        |   |   |
| 1 |        | Corrado Barazzutti          | 6 | 6  | 6      |   |   |
| 1 |        | Heinz Günthardt             | 4 | 1  | 4      |   |   |
| 2 |        | Adriano Panatta             | 6 | 10 | 6      |   |   |
| 2 |        | Roland Stadler              | 4 | 8  | 1      |   |   |
| 3 |        | P. Bertolucci - A. Panatta  | 7 | 10 | 1      | 6 | 6 |
| 3 |        | H. Günthardt - M. Günthardt | 9 | 8  | 6      | 4 | 2 |
| |        |                             |   |    |        |   |   |
| 4 |        | Corrado Barazzutti          | 6 | 6  |        |   |   |
| 4 |        | Roland Stadler              | 3 | 4  |        |   |   |
| |        |                             |   |    |        |   |   |
| 5 |        | Gianni Ocleppo              | 6 | 6  |        |   |   |
| 5 |        | Ivan DuPasquier             | 0 | 3  |        |   |   |
| |        |                             |   |    |        |   |   |

| 1 |  | Corrado Barazzutti          | 6 | 6  | 6 |   |   |
| 1 |  | Heinz Günthardt             | 4 | 1  | 4 |   |   |
| 2 |  | Adriano Panatta             | 6 | 10 | 6 |   |   |
| 2 |  | Roland Stadler              | 4 | 8  | 1 |   |   |
| 3 |  | P. Bertolucci - A. Panatta  | 7 | 10 | 1 | 6 | 6 |
| 3 |  | H. Günthardt - M. Günthardt | 9 | 8  | 6 | 4 | 2 |
|   |  |                             |   |    |   |   |   |
| 4 |  | Corrado Barazzutti          | 6 | 6  |   |   |   |
| 4 |  | Roland Stadler              | 3 | 4  |   |   |   |
|   |  |                             |   |    |   |   |   |
| 5 |  | Gianni Ocleppo              | 6 | 6  |   |   |   |
| 5 |  | Ivan DuPasquier             | 0 | 3  |   |   |   |
|   |  |                             |   |    |   |   |   |

| | Suède | 4                                 | - | 1 | Allemagne de l'Ouest |   |  |
| --- | ----- | --------------------------------- | - | - | -------------------- | - |  |
| Båstad Tennis Stadium, Båstad, Suède |       |                                   |   |   |                      |   |  |
| du 10 au 13 juin 1980 sur terre battue (ext.) |       |                                   |   |   |                      |   |  |
| \| 1 \| \| Björn Borg \| 6 \| 6 \| 6 \| \| \| \| 1 \| \| Rolf Gehring \| 1 \| 1 \| 2 \| \| \| \| 2 \| \| Kjell Johansson \| 6 \| 0 \| 6 \| 6 \| \| \| 2 \| \| Klaus Eberhard \| 4 \| 6 \| 2 \| 3 \| \| \| 3 \| \| Per Hjertquist - Stefan Simonsson \| 5 \| 3 \| 2 \| \| \| \| 3 \| \| Rolf Gehring - Reinhart Probst \| 7 \| 6 \| 6 \| \| \| \| \| \| \| \| \| \| \| \| \| 4 \| \| Björn Borg \| 6 \| 5 \| 6 \| 6 \| \| \| 4 \| \| Klaus Eberhard \| 2 \| 7 \| 0 \| 0 \| \| \| \| \| \| \| \| \| \| \| \| 5 \| \| Stefan Simonsson \| 3 \| 6 \| 6 \| \| \| \| 5 \| \| Rolf Gehring \| 6 \| 1 \| 0 \| \| \| \| \| \| \| \| \| \| \| \| |       |                                   |   |   |                      |   |  |
| 1 |       | Björn Borg                        | 6 | 6 | 6                    |   |  |
| 1 |       | Rolf Gehring                      | 1 | 1 | 2                    |   |  |
| 2 |       | Kjell Johansson                   | 6 | 0 | 6                    | 6 |  |
| 2 |       | Klaus Eberhard                    | 4 | 6 | 2                    | 3 |  |
| 3 |       | Per Hjertquist - Stefan Simonsson | 5 | 3 | 2                    |   |  |
| 3 |       | Rolf Gehring - Reinhart Probst    | 7 | 6 | 6                    |   |  |
| |       |                                   |   |   |                      |   |  |
| 4 |       | Björn Borg                        | 6 | 5 | 6                    | 6 |  |
| 4 |       | Klaus Eberhard                    | 2 | 7 | 0                    | 0 |  |
| |       |                                   |   |   |                      |   |  |
| 5 |       | Stefan Simonsson                  | 3 | 6 | 6                    |   |  |
| 5 |       | Rolf Gehring                      | 6 | 1 | 0                    |   |  |
| |       |                                   |   |   |                      |   |  |

| 1 |  | Björn Borg                        | 6 | 6 | 6 |   |  |
| 1 |  | Rolf Gehring                      | 1 | 1 | 2 |   |  |
| 2 |  | Kjell Johansson                   | 6 | 0 | 6 | 6 |  |
| 2 |  | Klaus Eberhard                    | 4 | 6 | 2 | 3 |  |
| 3 |  | Per Hjertquist - Stefan Simonsson | 5 | 3 | 2 |   |  |
| 3 |  | Rolf Gehring - Reinhart Probst    | 7 | 6 | 6 |   |  |
|   |  |                                   |   |   |   |   |  |
| 4 |  | Björn Borg                        | 6 | 5 | 6 | 6 |  |
| 4 |  | Klaus Eberhard                    | 2 | 7 | 0 | 0 |  |
|   |  |                                   |   |   |   |   |  |
| 5 |  | Stefan Simonsson                  | 3 | 6 | 6 |   |  |
| 5 |  | Rolf Gehring                      | 6 | 1 | 0 |   |  |
|   |  |                                   |   |   |   |   |  |

Est
| | Australie | 5                             | - | 0 | Japon |   |  |
| --- | --------- | ----------------------------- | - | - | ----- | - |  |
| Domain Centre, Hobart, Australie |           |                               |   |   |       |   |  |
| du 8 au 10 février 1980 sur moquette (int.) |           |                               |   |   |       |   |  |
| \| 1 \| \| Mark Edmondson \| 6 \| 6 \| 4 \| 6 \| \| \| 1 \| \| Tsuyoshi Fukui \| 2 \| 3 \| 6 \| 3 \| \| \| 2 \| \| Peter McNamara \| 6 \| 6 \| 6 \| \| \| \| 2 \| \| Shigeyuki Nishio \| 4 \| 3 \| 0 \| \| \| \| 3 \| \| Brad Drewett - Mark Edmondson \| 8 \| 6 \| 6 \| \| \| \| 3 \| \| J. Kamiwazumi - S. Sakamoto \| 6 \| 1 \| 2 \| \| \| \| \| \| \| \| \| \| \| \| \| 4 \| \| Peter McNamara \| 7 \| 6 \| 6 \| \| \| \| 4 \| \| Tsuyoshi Fukui \| 5 \| 0 \| 3 \| \| \| \| \| \| \| \| \| \| \| \| \| 5 \| \| Mark Edmondson \| 2 \| 6 \| 6 \| 6 \| \| \| 5 \| \| Shigeyuki Nishio \| 6 \| 0 \| 2 \| 1 \| \| \| \| \| \| \| \| \| \| \| |           |                               |   |   |       |   |  |
| 1 |           | Mark Edmondson                | 6 | 6 | 4     | 6 |  |
| 1 |           | Tsuyoshi Fukui                | 2 | 3 | 6     | 3 |  |
| 2 |           | Peter McNamara                | 6 | 6 | 6     |   |  |
| 2 |           | Shigeyuki Nishio              | 4 | 3 | 0     |   |  |
| 3 |           | Brad Drewett - Mark Edmondson | 8 | 6 | 6     |   |  |
| 3 |           | J. Kamiwazumi - S. Sakamoto   | 6 | 1 | 2     |   |  |
| |           |                               |   |   |       |   |  |
| 4 |           | Peter McNamara                | 7 | 6 | 6     |   |  |
| 4 |           | Tsuyoshi Fukui                | 5 | 0 | 3     |   |  |
| |           |                               |   |   |       |   |  |
| 5 |           | Mark Edmondson                | 2 | 6 | 6     | 6 |  |
| 5 |           | Shigeyuki Nishio              | 6 | 0 | 2     | 1 |  |
| |           |                               |   |   |       |   |  |

| 1 |  | Mark Edmondson                | 6 | 6 | 4 | 6 |  |
| 1 |  | Tsuyoshi Fukui                | 2 | 3 | 6 | 3 |  |
| 2 |  | Peter McNamara                | 6 | 6 | 6 |   |  |
| 2 |  | Shigeyuki Nishio              | 4 | 3 | 0 |   |  |
| 3 |  | Brad Drewett - Mark Edmondson | 8 | 6 | 6 |   |  |
| 3 |  | J. Kamiwazumi - S. Sakamoto   | 6 | 1 | 2 |   |  |
|   |  |                               |   |   |   |   |  |
| 4 |  | Peter McNamara                | 7 | 6 | 6 |   |  |
| 4 |  | Tsuyoshi Fukui                | 5 | 0 | 3 |   |  |
|   |  |                               |   |   |   |   |  |
| 5 |  | Mark Edmondson                | 2 | 6 | 6 | 6 |  |
| 5 |  | Shigeyuki Nishio              | 6 | 0 | 2 | 1 |  |
|   |  |                               |   |   |   |   |  |

| | Nouvelle-Zélande | 5                             | - | 0 | Corée du Sud |    |  |
| --- | ---------------- | ----------------------------- | - | - | ------------ | -- |  |
| Wilding Park, Christchurch, Nouvelle-Zélande |                  |                               |   |   |              |    |  |
| du 8 au 10 février 1980 sur gazon (ext.) |                  |                               |   |   |              |    |  |
| \| 1 \| \| Onny Parun \| 7 \| 3 \| 6 \| 10 \| \| \| 1 \| \| Kim Choon-ho \| 5 \| 6 \| 2 \| 8 \| \| \| 2 \| \| Chris Lewis \| 6 \| 6 \| 6 \| \| \| \| 2 \| \| Jeon Young-dai \| 2 \| 4 \| 0 \| \| \| \| 3 \| \| Chris Lewis - Russell Simpson \| 6 \| 6 \| 7 \| \| \| \| 3 \| \| Kim Bong-suk - Kim Choon-ho \| 1 \| 0 \| 5 \| \| \| \| \| \| \| \| \| \| \| \| \| 4 \| \| Chris Lewis \| 6 \| 6 \| 6 \| \| \| \| 4 \| \| Jeon Chang-dae \| 3 \| 2 \| 0 \| \| \| \| \| \| \| \| \| \| \| \| \| 5 \| \| Onny Parun \| 6 \| 6 \| 6 \| \| \| \| 5 \| \| Kim Bong-suk \| 4 \| 3 \| 1 \| \| \| \| \| \| \| \| \| \| \| \| |                  |                               |   |   |              |    |  |
| 1 |                  | Onny Parun                    | 7 | 3 | 6            | 10 |  |
| 1 |                  | Kim Choon-ho                  | 5 | 6 | 2            | 8  |  |
| 2 |                  | Chris Lewis                   | 6 | 6 | 6            |    |  |
| 2 |                  | Jeon Young-dai                | 2 | 4 | 0            |    |  |
| 3 |                  | Chris Lewis - Russell Simpson | 6 | 6 | 7            |    |  |
| 3 |                  | Kim Bong-suk - Kim Choon-ho   | 1 | 0 | 5            |    |  |
| |                  |                               |   |   |              |    |  |
| 4 |                  | Chris Lewis                   | 6 | 6 | 6            |    |  |
| 4 |                  | Jeon Chang-dae                | 3 | 2 | 0            |    |  |
| |                  |                               |   |   |              |    |  |
| 5 |                  | Onny Parun                    | 6 | 6 | 6            |    |  |
| 5 |                  | Kim Bong-suk                  | 4 | 3 | 1            |    |  |
| |                  |                               |   |   |              |    |  |

| 1 |  | Onny Parun                    | 7 | 3 | 6 | 10 |  |
| 1 |  | Kim Choon-ho                  | 5 | 6 | 2 | 8  |  |
| 2 |  | Chris Lewis                   | 6 | 6 | 6 |    |  |
| 2 |  | Jeon Young-dai                | 2 | 4 | 0 |    |  |
| 3 |  | Chris Lewis - Russell Simpson | 6 | 6 | 7 |    |  |
| 3 |  | Kim Bong-suk - Kim Choon-ho   | 1 | 0 | 5 |    |  |
|   |  |                               |   |   |   |    |  |
| 4 |  | Chris Lewis                   | 6 | 6 | 6 |    |  |
| 4 |  | Jeon Chang-dae                | 3 | 2 | 0 |    |  |
|   |  |                               |   |   |   |    |  |
| 5 |  | Onny Parun                    | 6 | 6 | 6 |    |  |
| 5 |  | Kim Bong-suk                  | 4 | 3 | 1 |    |  |
|   |  |                               |   |   |   |    |  |

#### Quarts de finale
Les "quarts de finale mondiaux" correspondent aux finales des zones continentales.
| | Roumanie | 1                          | - | 4 | Tchécoslovaquie |  |  |
| --- | -------- | -------------------------- | - | - | --------------- |  |  |
| Bucarest, Roumanie |          |                            |   |   |                 |  |  |
| du 11 au 13 juillet 1980 sur terre battue (ext.) |          |                            |   |   |                 |  |  |
| \| 1 \| \| Dumitru Hărădău \| 4 \| 1 \| 3 \| \| \| \| 1 \| \| Ivan Lendl \| 6 \| 6 \| 6 \| \| \| \| 2 \| \| Florin Segărceanu \| 3 \| 3 \| 1 \| \| \| \| 2 \| \| Pavel Složil \| 6 \| 6 \| 6 \| \| \| \| 3 \| \| D. Hărădău - F. Segărceanu \| 3 \| 2 \| 4 \| \| \| \| 3 \| \| Jan Kodeš - Ivan Lendl \| 6 \| 6 \| 6 \| \| \| \| \| \| \| \| \| \| \| \| \| 4 \| \| Eduard Pană \| 5 \| 0 \| \| \| \| \| 4 \| \| Pavel Složil \| 7 \| 6 \| \| \| \| \| \| \| \| \| \| \| \| \| \| 5 \| \| Florin Segărceanu \| 2 \| 6 \| 8 \| \| \| \| 5 \| \| Stanislav Birner \| 6 \| 2 \| 6 \| \| \| \| \| \| \| \| \| \| \| \| |          |                            |   |   |                 |  |  |
| 1 |          | Dumitru Hărădău            | 4 | 1 | 3               |  |  |
| 1 |          | Ivan Lendl                 | 6 | 6 | 6               |  |  |
| 2 |          | Florin Segărceanu          | 3 | 3 | 1               |  |  |
| 2 |          | Pavel Složil               | 6 | 6 | 6               |  |  |
| 3 |          | D. Hărădău - F. Segărceanu | 3 | 2 | 4               |  |  |
| 3 |          | Jan Kodeš - Ivan Lendl     | 6 | 6 | 6               |  |  |
| |          |                            |   |   |                 |  |  |
| 4 |          | Eduard Pană                | 5 | 0 |                 |  |  |
| 4 |          | Pavel Složil               | 7 | 6 |                 |  |  |
| |          |                            |   |   |                 |  |  |
| 5 |          | Florin Segărceanu          | 2 | 6 | 8               |  |  |
| 5 |          | Stanislav Birner           | 6 | 2 | 6               |  |  |
| |          |                            |   |   |                 |  |  |

| 1 |  | Dumitru Hărădău            | 4 | 1 | 3 |  |  |
| 1 |  | Ivan Lendl                 | 6 | 6 | 6 |  |  |
| 2 |  | Florin Segărceanu          | 3 | 3 | 1 |  |  |
| 2 |  | Pavel Složil               | 6 | 6 | 6 |  |  |
| 3 |  | D. Hărădău - F. Segărceanu | 3 | 2 | 4 |  |  |
| 3 |  | Jan Kodeš - Ivan Lendl     | 6 | 6 | 6 |  |  |
|   |  |                            |   |   |   |  |  |
| 4 |  | Eduard Pană                | 5 | 0 |   |  |  |
| 4 |  | Pavel Složil               | 7 | 6 |   |  |  |
|   |  |                            |   |   |   |  |  |
| 5 |  | Florin Segărceanu          | 2 | 6 | 8 |  |  |
| 5 |  | Stanislav Birner           | 6 | 2 | 6 |  |  |
|   |  |                            |   |   |   |  |  |

| | Argentine | 4                              | - | 1 | États-Unis |    |   |
| --- | --------- | ------------------------------ | - | - | ---------- | -- | - |
| Buenos Aires Lawn T.C., Buenos Aires, Argentine |           |                                |   |   |            |    |   |
| du 7 au 9 mars 1980 sur terre battue (ext.) |           |                                |   |   |            |    |   |
| \| 1 \| \| José Luis Clerc \| 6 \| 6 \| 4 \| 13 \| \| \| 1 \| \| John McEnroe \| 3 \| 2 \| 6 \| 11 \| \| \| 2 \| \| Guillermo Vilas \| 7 \| 6 \| 6 \| \| \| \| 2 \| \| Brian Gottfried \| 5 \| 4 \| 3 \| \| \| \| 3 \| \| Ricardo Cano - Carlos Gattiker \| 0 \| 1 \| 4 \| \| \| \| 3 \| \| Peter Fleming - John McEnroe \| 6 \| 6 \| 6 \| \| \| \| \| \| \| \| \| \| \| \| \| 4 \| \| Guillermo Vilas \| 6 \| 4 \| 6 \| 2 \| 6 \| \| 4 \| \| John McEnroe \| 2 \| 6 \| 3 \| 6 \| 4 \| \| \| \| \| \| \| \| \| \| \| 5 \| \| José Luis Clerc \| 7 \| 6 \| \| \| \| \| 5 \| \| Brian Gottfried \| 5 \| 4 \| \| \| \| \| \| \| \| \| \| \| \| \| |           |                                |   |   |            |    |   |
| 1 |           | José Luis Clerc                | 6 | 6 | 4          | 13 |   |
| 1 |           | John McEnroe                   | 3 | 2 | 6          | 11 |   |
| 2 |           | Guillermo Vilas                | 7 | 6 | 6          |    |   |
| 2 |           | Brian Gottfried                | 5 | 4 | 3          |    |   |
| 3 |           | Ricardo Cano - Carlos Gattiker | 0 | 1 | 4          |    |   |
| 3 |           | Peter Fleming - John McEnroe   | 6 | 6 | 6          |    |   |
| |           |                                |   |   |            |    |   |
| 4 |           | Guillermo Vilas                | 6 | 4 | 6          | 2  | 6 |
| 4 |           | John McEnroe                   | 2 | 6 | 3          | 6  | 4 |
| |           |                                |   |   |            |    |   |
| 5 |           | José Luis Clerc                | 7 | 6 |            |    |   |
| 5 |           | Brian Gottfried                | 5 | 4 |            |    |   |
| |           |                                |   |   |            |    |   |

| 1 |  | José Luis Clerc                | 6 | 6 | 4 | 13 |   |
| 1 |  | John McEnroe                   | 3 | 2 | 6 | 11 |   |
| 2 |  | Guillermo Vilas                | 7 | 6 | 6 |    |   |
| 2 |  | Brian Gottfried                | 5 | 4 | 3 |    |   |
| 3 |  | Ricardo Cano - Carlos Gattiker | 0 | 1 | 4 |    |   |
| 3 |  | Peter Fleming - John McEnroe   | 6 | 6 | 6 |    |   |
|   |  |                                |   |   |   |    |   |
| 4 |  | Guillermo Vilas                | 6 | 4 | 6 | 2  | 6 |
| 4 |  | John McEnroe                   | 2 | 6 | 3 | 6  | 4 |
|   |  |                                |   |   |   |    |   |
| 5 |  | José Luis Clerc                | 7 | 6 |   |    |   |
| 5 |  | Brian Gottfried                | 5 | 4 |   |    |   |
|   |  |                                |   |   |   |    |   |

| | Italie | 4                           | - | 1 | Suède |   |   |
| --- | ------ | --------------------------- | - | - | ----- | - | - |
| Foro Italico, Rome, Italie |        |                             |   |   |       |   |   |
| du 11 au 13 juillet 1980 sur terre battue (ext.) |        |                             |   |   |       |   |   |
| \| 1 \| \| Corrado Barazzutti \| 6 \| 6 \| 6 \| \| \| \| 1 \| \| Kjell Johansson \| 3 \| 3 \| 2 \| \| \| \| 2 \| \| Adriano Panatta \| 6 \| 6 \| 2 \| 6 \| 4 \| \| 2 \| \| Stefan Simonsson \| 8 \| 1 \| 6 \| 4 \| 6 \| \| 3 \| \| P. Bertolucci - A. Panatta \| 6 \| 6 \| 7 \| \| \| \| 3 \| \| H. Simonsson - S. Simonsson \| 2 \| 3 \| 5 \| \| \| \| \| \| \| \| \| \| \| \| \| 4 \| \| Adriano Panatta \| 3 \| 6 \| 6 \| 1 \| 6 \| \| 4 \| \| Kjell Johansson \| 6 \| 3 \| 4 \| 6 \| 4 \| \| \| \| \| \| \| \| \| \| \| 5 \| \| Corrado Barazzutti \| 8 \| 6 \| \| \| \| \| 5 \| \| Stefan Simonsson \| 3 \| 1 \| \| \| \| \| \| \| \| \| \| \| \| \| |        |                             |   |   |       |   |   |
| 1 |        | Corrado Barazzutti          | 6 | 6 | 6     |   |   |
| 1 |        | Kjell Johansson             | 3 | 3 | 2     |   |   |
| 2 |        | Adriano Panatta             | 6 | 6 | 2     | 6 | 4 |
| 2 |        | Stefan Simonsson            | 8 | 1 | 6     | 4 | 6 |
| 3 |        | P. Bertolucci - A. Panatta  | 6 | 6 | 7     |   |   |
| 3 |        | H. Simonsson - S. Simonsson | 2 | 3 | 5     |   |   |
| |        |                             |   |   |       |   |   |
| 4 |        | Adriano Panatta             | 3 | 6 | 6     | 1 | 6 |
| 4 |        | Kjell Johansson             | 6 | 3 | 4     | 6 | 4 |
| |        |                             |   |   |       |   |   |
| 5 |        | Corrado Barazzutti          | 8 | 6 |       |   |   |
| 5 |        | Stefan Simonsson            | 3 | 1 |       |   |   |
| |        |                             |   |   |       |   |   |

| 1 |  | Corrado Barazzutti          | 6 | 6 | 6 |   |   |
| 1 |  | Kjell Johansson             | 3 | 3 | 2 |   |   |
| 2 |  | Adriano Panatta             | 6 | 6 | 2 | 6 | 4 |
| 2 |  | Stefan Simonsson            | 8 | 1 | 6 | 4 | 6 |
| 3 |  | P. Bertolucci - A. Panatta  | 6 | 6 | 7 |   |   |
| 3 |  | H. Simonsson - S. Simonsson | 2 | 3 | 5 |   |   |
|   |  |                             |   |   |   |   |   |
| 4 |  | Adriano Panatta             | 3 | 6 | 6 | 1 | 6 |
| 4 |  | Kjell Johansson             | 6 | 3 | 4 | 6 | 4 |
|   |  |                             |   |   |   |   |   |
| 5 |  | Corrado Barazzutti          | 8 | 6 |   |   |   |
| 5 |  | Stefan Simonsson            | 3 | 1 |   |   |   |
|   |  |                             |   |   |   |   |   |

| | Australie  | 3                             | -   | 1    | Nouvelle-Zélande |   |   |
| --- | ---------- | ----------------------------- | --- | ---- | ---------------- | - | - |
| Milton Courts, Brisbane, Australie |            |                               |     |      |                  |   |   |
| du 7 au 9 mars 1980 sur gazon (ext.) |            |                               |     |      |                  |   |   |
| \| 1 \| \| John Alexander \| 7 \| 7 \| 10 \| 4 \| 5 \| \| 1 \| \| Chris Lewis \| 5 \| 9 \| 8 \| 6 \| 7 \| \| 2 \| \| Phil Dent \| 6 \| 5 \| 6 \| 3 \| 6 \| \| 2 \| \| Onny Parun \| 2 \| 7 \| 3 \| 6 \| 2 \| \| 3 \| \| John Alexander - Phil Dent \| 6 \| 8 \| 9 \| \| \| \| 3 \| \| Chris Lewis - Russell Simpson \| 2 \| 6 \| 7 \| \| \| \| \| \| \| \| \| \| \| \| \| 4 \| \| Phil Dent \| 6 \| 6 \| 6 \| \| \| \| 4 \| \| Chris Lewis \| 4 \| 3 \| 2 \| \| \| \| \| \| \| \| \| \| \| \| \| 5 \| \| John Alexander \| non \| joué \| \| \| \| \| 5 \| Onny Parun \| \| \| \| \| \| \| \| \| \| \| \| \| \| \| \| |            |                               |     |      |                  |   |   |
| 1 |            | John Alexander                | 7   | 7    | 10               | 4 | 5 |
| 1 |            | Chris Lewis                   | 5   | 9    | 8                | 6 | 7 |
| 2 |            | Phil Dent                     | 6   | 5    | 6                | 3 | 6 |
| 2 |            | Onny Parun                    | 2   | 7    | 3                | 6 | 2 |
| 3 |            | John Alexander - Phil Dent    | 6   | 8    | 9                |   |   |
| 3 |            | Chris Lewis - Russell Simpson | 2   | 6    | 7                |   |   |
| |            |                               |     |      |                  |   |   |
| 4 |            | Phil Dent                     | 6   | 6    | 6                |   |   |
| 4 |            | Chris Lewis                   | 4   | 3    | 2                |   |   |
| |            |                               |     |      |                  |   |   |
| 5 |            | John Alexander                | non | joué |                  |   |   |
| 5 | Onny Parun |                               |     |      |                  |   |   |
| |            |                               |     |      |                  |   |   |

| 1 |            | John Alexander                | 7   | 7    | 10 | 4 | 5 |
| 1 |            | Chris Lewis                   | 5   | 9    | 8  | 6 | 7 |
| 2 |            | Phil Dent                     | 6   | 5    | 6  | 3 | 6 |
| 2 |            | Onny Parun                    | 2   | 7    | 3  | 6 | 2 |
| 3 |            | John Alexander - Phil Dent    | 6   | 8    | 9  |   |   |
| 3 |            | Chris Lewis - Russell Simpson | 2   | 6    | 7  |   |   |
|   |            |                               |     |      |    |   |   |
| 4 |            | Phil Dent                     | 6   | 6    | 6  |   |   |
| 4 |            | Chris Lewis                   | 4   | 3    | 2  |   |   |
|   |            |                               |     |      |    |   |   |
| 5 |            | John Alexander                | non | joué |    |   |   |
| 5 | Onny Parun |                               |     |      |    |   |   |
|   |            |                               |     |      |    |   |   |

#### Demi-finales
| | Argentine | 2                                 | - | 3 | Tchécoslovaquie |   |   |
| --- | --------- | --------------------------------- | - | - | --------------- | - | - |
| Buenos Aires Lawn T.C., Buenos Aires, Argentine |           |                                   |   |   |                 |   |   |
| du 19 au 21 septembre 1980 sur terre battue (ext.) |           |                                   |   |   |                 |   |   |
| \| 1 \| \| José Luis Clerc \| 6 \| 3 \| 4 \| 6 \| 6 \| \| 1 \| \| Pavel Složil \| 3 \| 6 \| 6 \| 2 \| 1 \| \| 2 \| \| Guillermo Vilas \| 5 \| 6 \| 7 \| \| \| \| 2 \| \| Ivan Lendl \| 7 \| 8 \| 9 \| \| \| \| 3 \| \| José Luis Clerc - Guillermo Vilas \| 2 \| 4 \| 3 \| \| \| \| 3 \| \| Tomáš Šmíd - Ivan Lendl \| 6 \| 6 \| 6 \| \| \| \| \| \| \| \| \| \| \| \| \| 4 \| \| José Luis Clerc \| 1 \| 5 \| 8 \| 2 \| \| \| 4 \| \| Ivan Lendl \| 6 \| 7 \| 6 \| 6 \| \| \| \| \| \| \| \| \| \| \| \| 5 \| \| Guillermo Vilas \| 6 \| 6 \| \| \| \| \| 5 \| \| Pavel Složil \| 2 \| 2 \| \| \| \| \| \| \| \| \| \| \| \| \| |           |                                   |   |   |                 |   |   |
| 1 |           | José Luis Clerc                   | 6 | 3 | 4               | 6 | 6 |
| 1 |           | Pavel Složil                      | 3 | 6 | 6               | 2 | 1 |
| 2 |           | Guillermo Vilas                   | 5 | 6 | 7               |   |   |
| 2 |           | Ivan Lendl                        | 7 | 8 | 9               |   |   |
| 3 |           | José Luis Clerc - Guillermo Vilas | 2 | 4 | 3               |   |   |
| 3 |           | Tomáš Šmíd - Ivan Lendl           | 6 | 6 | 6               |   |   |
| |           |                                   |   |   |                 |   |   |
| 4 |           | José Luis Clerc                   | 1 | 5 | 8               | 2 |   |
| 4 |           | Ivan Lendl                        | 6 | 7 | 6               | 6 |   |
| |           |                                   |   |   |                 |   |   |
| 5 |           | Guillermo Vilas                   | 6 | 6 |                 |   |   |
| 5 |           | Pavel Složil                      | 2 | 2 |                 |   |   |
| |           |                                   |   |   |                 |   |   |

| 1 |  | José Luis Clerc                   | 6 | 3 | 4 | 6 | 6 |
| 1 |  | Pavel Složil                      | 3 | 6 | 6 | 2 | 1 |
| 2 |  | Guillermo Vilas                   | 5 | 6 | 7 |   |   |
| 2 |  | Ivan Lendl                        | 7 | 8 | 9 |   |   |
| 3 |  | José Luis Clerc - Guillermo Vilas | 2 | 4 | 3 |   |   |
| 3 |  | Tomáš Šmíd - Ivan Lendl           | 6 | 6 | 6 |   |   |
|   |  |                                   |   |   |   |   |   |
| 4 |  | José Luis Clerc                   | 1 | 5 | 8 | 2 |   |
| 4 |  | Ivan Lendl                        | 6 | 7 | 6 | 6 |   |
|   |  |                                   |   |   |   |   |   |
| 5 |  | Guillermo Vilas                   | 6 | 6 |   |   |   |
| 5 |  | Pavel Složil                      | 2 | 2 |   |   |   |
|   |  |                                   |   |   |   |   |   |

| | Italie | 3                             | -  | 2 | Australie |   |   |
| --- | ------ | ----------------------------- | -- | - | --------- | - | - |
| Foro Italico, Rome, Italie |        |                               |    |   |           |   |   |
| du 19 au 21 septembre 1980 sur terre battue (ext.) |        |                               |    |   |           |   |   |
| \| 1 \| \| Adriano Panatta \| 5 \| 6 \| 6 \| 6 \| \| \| 1 \| \| Paul McNamee \| 7 \| 4 \| 0 \| 4 \| \| \| 2 \| \| Corrado Barazzutti \| 8 \| 6 \| 4 \| 2 \| \| \| 2 \| \| Peter McNamara \| 10 \| 1 \| 6 \| 6 \| \| \| 3 \| \| P. Bertolucci - A. Panatta \| 2 \| 9 \| 9 \| 2 \| 6 \| \| 3 \| \| Peter McNamara - Paul McNamee \| 6 \| 7 \| 7 \| 6 \| 4 \| \| \| \| \| \| \| \| \| \| \| 4 \| \| Adriano Panatta \| 6 \| 7 \| 6 \| \| \| \| 4 \| \| Peter McNamara \| 1 \| 5 \| 4 \| \| \| \| \| \| \| \| \| \| \| \| \| 5 \| \| Corrado Barazzutti \| 6 \| 4 \| 6 \| \| \| \| 5 \| \| Rod Frawley \| 2 \| 6 \| 8 \| \| \| \| \| \| \| \| \| \| \| \| |        |                               |    |   |           |   |   |
| 1 |        | Adriano Panatta               | 5  | 6 | 6         | 6 |   |
| 1 |        | Paul McNamee                  | 7  | 4 | 0         | 4 |   |
| 2 |        | Corrado Barazzutti            | 8  | 6 | 4         | 2 |   |
| 2 |        | Peter McNamara                | 10 | 1 | 6         | 6 |   |
| 3 |        | P. Bertolucci - A. Panatta    | 2  | 9 | 9         | 2 | 6 |
| 3 |        | Peter McNamara - Paul McNamee | 6  | 7 | 7         | 6 | 4 |
| |        |                               |    |   |           |   |   |
| 4 |        | Adriano Panatta               | 6  | 7 | 6         |   |   |
| 4 |        | Peter McNamara                | 1  | 5 | 4         |   |   |
| |        |                               |    |   |           |   |   |
| 5 |        | Corrado Barazzutti            | 6  | 4 | 6         |   |   |
| 5 |        | Rod Frawley                   | 2  | 6 | 8         |   |   |
| |        |                               |    |   |           |   |   |

| 1 |  | Adriano Panatta               | 5  | 6 | 6 | 6 |   |
| 1 |  | Paul McNamee                  | 7  | 4 | 0 | 4 |   |
| 2 |  | Corrado Barazzutti            | 8  | 6 | 4 | 2 |   |
| 2 |  | Peter McNamara                | 10 | 1 | 6 | 6 |   |
| 3 |  | P. Bertolucci - A. Panatta    | 2  | 9 | 9 | 2 | 6 |
| 3 |  | Peter McNamara - Paul McNamee | 6  | 7 | 7 | 6 | 4 |
|   |  |                               |    |   |   |   |   |
| 4 |  | Adriano Panatta               | 6  | 7 | 6 |   |   |
| 4 |  | Peter McNamara                | 1  | 5 | 4 |   |   |
|   |  |                               |    |   |   |   |   |
| 5 |  | Corrado Barazzutti            | 6  | 4 | 6 |   |   |
| 5 |  | Rod Frawley                   | 2  | 6 | 8 |   |   |
|   |  |                               |    |   |   |   |   |

#### Finale
La finale de la Coupe Davis 1980 se joue entre la Tchécoslovaquie et l'Italie.
| | Tchécoslovaquie | 4                                  | - | 1 | Italie |   |   |
| --- | --------------- | ---------------------------------- | - | - | ------ | - | - |
| Sportovní hala, Prague, Tchécoslovaquie |                 |                                    |   |   |        |   |   |
| du 5 au 7 décembre 1980 sur moquette (int.) |                 |                                    |   |   |        |   |   |
| \| 1 \| \| Tomáš Šmíd \| 3 \| 3 \| 6 \| 6 \| 6 \| \| 1 \| \| Adriano Panatta \| 6 \| 6 \| 3 \| 4 \| 4 \| \| 2 \| \| Ivan Lendl \| 4 \| 6 \| 6 \| 6 \| \| \| 2 \| \| Corrado Barazzutti \| 6 \| 1 \| 1 \| 2 \| \| \| 3 \| \| Ivan Lendl - Tomáš Šmíd \| 3 \| 6 \| 3 \| 6 \| 6 \| \| 3 \| \| Paolo Bertolucci - Adriano Panatta \| 6 \| 3 \| 6 \| 3 \| 4 \| \| \| \| \| \| \| \| \| \| \| 4 \| \| Tomáš Šmíd \| 6 \| 3 \| 2 \| \| \| \| 4 \| \| Corrado Barazzutti \| 3 \| 6 \| 6 \| \| \| \| \| \| \| \| \| \| \| \| \| 5 \| \| Ivan Lendl \| 6 \| 6 \| \| \| \| \| 5 \| \| Gianni Ocleppo \| 3 \| 3 \| \| \| \| \| \| \| \| \| \| \| \| \| |                 |                                    |   |   |        |   |   |
| 1 |                 | Tomáš Šmíd                         | 3 | 3 | 6      | 6 | 6 |
| 1 |                 | Adriano Panatta                    | 6 | 6 | 3      | 4 | 4 |
| 2 |                 | Ivan Lendl                         | 4 | 6 | 6      | 6 |   |
| 2 |                 | Corrado Barazzutti                 | 6 | 1 | 1      | 2 |   |
| 3 |                 | Ivan Lendl - Tomáš Šmíd            | 3 | 6 | 3      | 6 | 6 |
| 3 |                 | Paolo Bertolucci - Adriano Panatta | 6 | 3 | 6      | 3 | 4 |
| |                 |                                    |   |   |        |   |   |
| 4 |                 | Tomáš Šmíd                         | 6 | 3 | 2      |   |   |
| 4 |                 | Corrado Barazzutti                 | 3 | 6 | 6      |   |   |
| |                 |                                    |   |   |        |   |   |
| 5 |                 | Ivan Lendl                         | 6 | 6 |        |   |   |
| 5 |                 | Gianni Ocleppo                     | 3 | 3 |        |   |   |
| |                 |                                    |   |   |        |   |   |